# كيت موس
كيت موس (بالإنجليزية: Kate Moss) (مواليد 16 يناير 1974) هي عارضة أزياء إنجليزية. اكتُشفت سنة 1988 وهي بعُمر 14 سنة من سارة دوكاس مديرة شركة ستورم للأزياء، وذلك في مطار جون إف كينيدي الدولي.

## الأعمال

### أفلام
- زولاندر 2 (2016)

## روابط خارجية
- كيت موس على موقع IMDb (الإنجليزية)
- كيت موس على موقع الموسوعة البريطانية (الإنجليزية)
- كيت موس على موقع مونزينجر (الألمانية)
- كيت موس على موقع ميوزك برينز (الإنجليزية)
- كيت موس على موقع إن إن دي بي (الإنجليزية)
- كيت موس على موقع ديسكوغز (الإنجليزية)
- كيت موس على موقع قاعدة بيانات الفيلم (الإنجليزية)
- كيت موس على موقع دليل عارضات الأزياء (الإنجليزية)